# Anson Mount
Anson Adams Mount IV (White Bluff, Dickson megye, 1973. február 25. –) amerikai színész.
Legismertebb alakítása Christopher Pike a Star Trek franchise-ban. A Marvel-moziuniverzumban is szerepelt.

## Fiatalkora
Édesapja, Anson Adams Mount II, a Playboy magazin egyik szerkesztője volt. Édesanyja, Nancy Smith, egykori profi golfozó. Apja első házasságából Mountnak van egy idősebb testvére (Anson Adams III) és két nővére.
Tennessee-ben a Dickson County High Schoolba, a Sewanee: The University of the South és a Columbia Egyetemre járt.

## Pályafutása
2011 és 2016 között a Hell on Wheels – Pokoli vadnyugat című sorozatban szerepelt. 2017-ben szerepelt az Embertelenek című sorozatban. 2019-ben a Star Trek: Discovery című sorozatban szerepelt. 2022-ben a Doctor Strange az őrület multiverzumában című filmben szerepelt. 2022 óta a Star Trek: Különös új világok című sorozatban szerepel.

## Magánélete
2017. július 8-án Mount bejelentette, hogy eljegyezte barátnőjét, a fotós Darah Tranget. 2018. február 20-án házasodtak össze. A párnak 2021 decemberében született meg a lánya.

## Filmográfia

### Filmek
| Év   | Magyar cím                               | Eredeti cím                                 | Szerep                             | Magyar hang     |
| ---- | ---------------------------------------- | ------------------------------------------- | ---------------------------------- | --------------- |
| 2000 | Rémségek könyve 2. – A végső vágás       | Urban Legends: Final Cut                    | Toby Belcher                       | Csőre Gábor     |
| 2000 |                                          | Tully                                       | Tully Coates Jr.                   |                 |
| 2000 | Brókerarcok                              | Boiler Room                                 | bróker                             |                 |
| 2002 | Álmok útján                              | Crossroads                                  | Ben Kimble                         | Bozsó Péter     |
| 2002 | Az igazság órája                         | City by the Sea                             | Dave Simon                         | Szatmári Attila |
| 2002 | Biliárd életre-halálra                   | Poolhall Junkies                            | Chris                              |                 |
| 2003 | Háborúzni mentem: Kelly                  | The Battle of Shaker Heights                | Miner Weber                        |                 |
| 2004 | Az ügyvéd szeretője                      | The Warrior Class                           | Alec Brno                          |                 |
| 2005 | Egy cipőben                              | In Her Shoes                                | Todd                               |                 |
| 2006 | Majd meghalnak Mandy Lane-ért            | All the Boys Love Mandy Lane                | Garth                              | Seder Gábor     |
| 2006 | Gengszter horror                         | Hood of Horror                              | Tex Jr                             | Varga Gábor     |
| 2006 |                                          | Walk the Talk                               | Larry                              |                 |
| 2007 |                                          | Privacy Policy                              | Barry nyomozó                      |                 |
| 2008 |                                          | The Two Mr. Kissels                         | Robert Kissel                      |                 |
| 2009 |                                          | Cook County                                 | Bump                               |                 |
| 2009 |                                          | Burning Palms                               | Tom                                |                 |
| 2011 | Szalmakutyák                             | Straw Dogs                                  | Stan Milkens edző                  |                 |
| 2011 |                                          | Hick                                        | Nick                               |                 |
| 2012 | A biztonság záloga                       | Safe                                        | Alex Rosen                         | Varga Rókus     |
| 2012 | Geronimo hadművelet                      | Seal Team Six: The Raid on Osama Bin Laden  | Cherry                             | Kamarás Iván    |
| 2014 | Non-Stop                                 | Non-Stop                                    | Jack Hammond                       | Varga Gábor     |
| 2014 | A hamisító                               | The Forger                                  | Keegan                             | Welker Gábor    |
| 2014 |                                          | Supremacy                                   | Paul Sobecki                       |                 |
| 2015 | Gyilkos páros                            | Mr. Right                                   | Richard Cartigan                   | Bognár Tamás    |
| 2015 |                                          | Visions                                     | David Maddox                       |                 |
| 2021 | Virtuóz                                  | The Virtuoso                                | Virtuóz                            |                 |
| 2021 |                                          | Injustice                                   | Bruce Wayne / Batman (hang)        |                 |
| 2022 | Doctor Strange az őrület multiverzumában | Doctor Strange in the Multiverse of Madness | Blackagar Boltagon / Fekete Villám | Mészáros Béla   |
| 2022 |                                          | MK Ultra                                    | Ford Strauss                       |                 |

### Televíziós szerepek
| Év        | Magyar cím                        | Eredeti cím                   | Szerep                     | Megjegyzések                         |
| --------- | --------------------------------- | ----------------------------- | -------------------------- | ------------------------------------ |
| 1999      | Ally McBeal                       | Ally McBeal                   | Kevin Wah                  | 1 epizód                             |
| 1999      | Szex és New York                  | Sex and the City              | Gregory                    | 1 epizód                             |
| 2000–2001 | Harmadik műszak                   | Third Watch                   | Dr. Montville              | 5 epizód                             |
| 2003      | Smallville                        | Smallville                    | Paul Hayden                | 1 epizód                             |
| 2003      |                                   | Line of Fire                  | Roy Ravelle                | 13 epizód                            |
| 2004      | CSI: Miami helyszínelők           | CSI: Miami                    | Tony Macken                | 1 epizód                             |
| 2004–2005 |                                   | The Mountain                  | Will Carver                | 13 epizód                            |
| 2005      | Lost – Eltűntek                   | Lost                          | Kevin                      | 1 epizód                             |
| 2007      | Esküdt ellenségek                 | Law & Order                   | James Sterling tiszteletes | 1 epizód                             |
| 2009      | Dollhouse – A felejtés ára        | Dollhouse                     | Vitas                      | 1 epizód                             |
| 2011–2016 | Hell on Wheels – Pokoli vadnyugat | Hell On Wheels                | Cullen Bohannon            | főszereplő magyar hangja Varga Rókus |
| 2013      | Vörös özvegy                      | Red Widow                     | Evan Walraven              | 1 epizód                             |
| 2017      | Embertelenek                      | Inhumans                      | Fekete Villám              | főszereplő                           |
| 2019      | Star Trek: Discovery              | Star Trek: Discovery          | Christopher Pike kapitány  | főszereplő                           |
| 2019      |                                   | Star Trek: Short Treks        | Christopher Pike kapitány  | 3 epizód                             |
| 2019–2023 |                                   | The Ready Room                | önmaga                     | 3 epizód                             |
| 2021–     | Dota: A sárkány vére              | Dota: Dragon's Blood          | Kaden (hang)               | 7 epizód                             |
| 2022–     | Star Trek: Különös új világok     | Star Trek: Strange New Worlds | Christopher Pike kapitány  | főszereplő magyar hangja Bozsó Péter |